# 京都府医師会
一般社団法人京都府医師会（きょうとふいしかい、英称 Kyoto Medical Association）は、京都府の医師を会員とする法人。京都府医師会看護専門学校を運営している。

## 本部所在地
- 京都府京都市中京区西ノ京栂尾町3-14

## 地区医師会
- 京都北医師会
- 上京東部医師会
- 西陣医師会
- 中京東部医師会
- 中京西部医師会
- 下京東部医師会
- 下京西部医師会
- 左京医師会
- 右京医師会
- 西京医師会
- 東山医師会
- 山科医師会
- 伏見医師会
- 乙訓医師会
- 宇治久世医師会
- 綴喜医師会
- 相楽医師会
- 亀岡市医師会
- 船井医師会
- 綾部医師会
- 福知山医師会
- 舞鶴医師会
- 与謝医師会
- 北丹医師会
- 京都大学医師会
- 京都府立医科大学医師会